# Márk Lajos

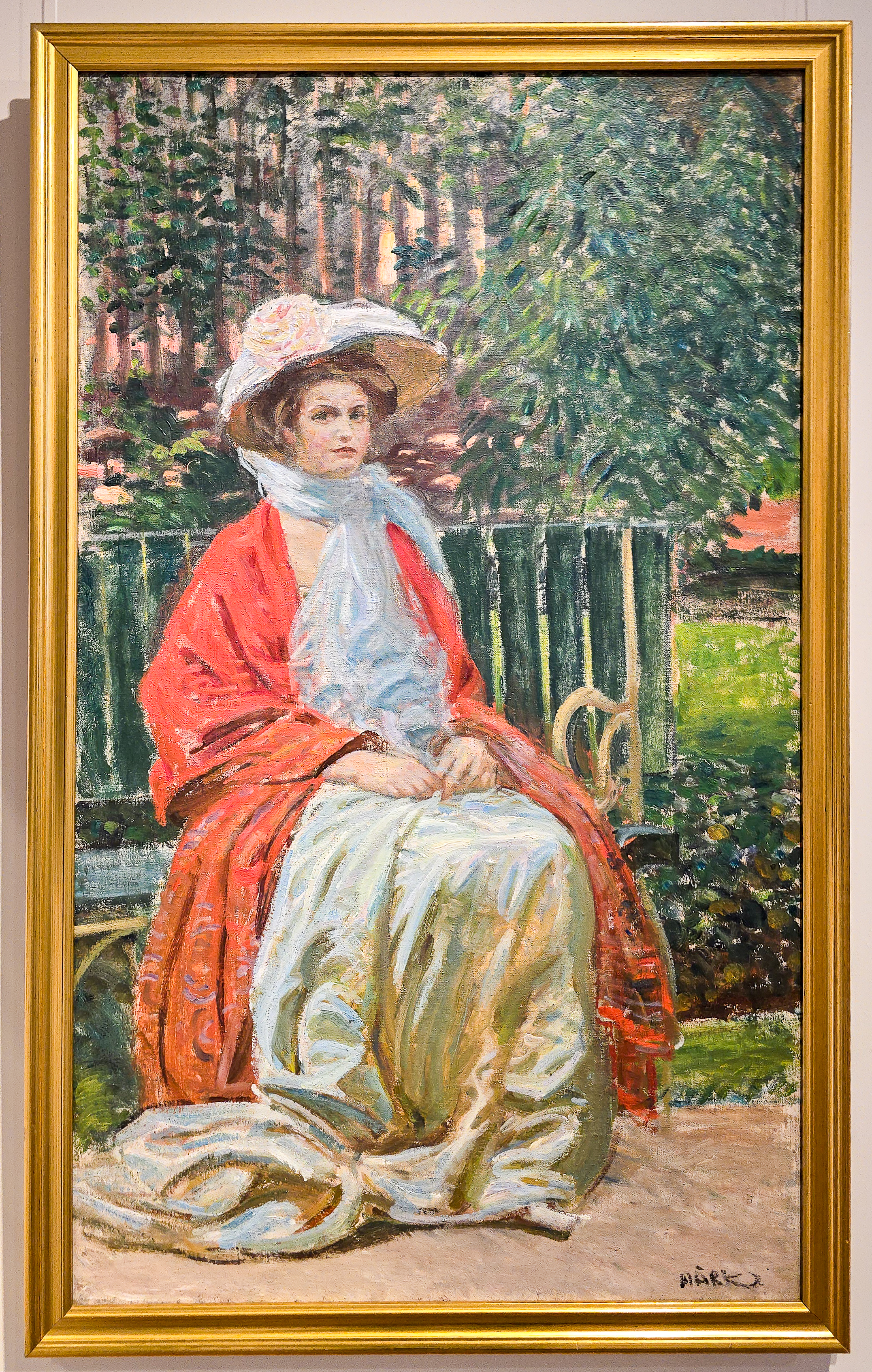
Parkban ülő nő

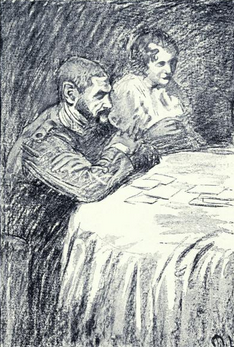
Márk Lajos illusztrációja Bródy Sándor "A nap lovagja" c. regényéhez (1906-os kiadás, 5. old.)

Márk Lajos (Retteg, 1867. augusztus 25. – New York, 1942. március 18.) magyar festőművész és grafikus.
Több műfajban eredményesen működött, kiváló portréfestő, könyvillusztrátor, karikaturista és plakátkészítő volt.

## Életpályája
Erdélyben, Szolnok-Doboka vármegyében, Rettegen született. Apja, Márk Márkus a 19. század egyik közismert közgazdásza, pénzügyi szakembere volt. Márk Lajos elemi iskolai tanulmányait Marosvásárhelyen végezte. Gimnáziumi tanulmányait 1880-ban kezdte meg a (jezsuita) Jézus Társasági Kalocsai Érseki Főgimnáziumban. A harmadik és negyedik osztályt a Budapesti Lónyai utcai Református Főgimnáziumban végezte: az 1881–82-es tanévben mint magántanuló, az 1882–83-as tanévben a gimnázium rendes tanulójaként. 1885-ben betegségére hivatkozva kérelmezte a vallás és közoktatási minisztertől, hogy érettségi vizsgát magánúton tehessen a (piarista) Pesti Kegyesrendi Főgimnáziumban.
A sikeres érettségi vizsgát követően a különleges rajzolási tehetséggel megáldott fiatalembert édesapja 1885-ben a Magyar Királyi Országos Mintarajztanoda és Rajztanárképzőbe íratta be, ahol „vendégnövendékként” végzett tanulmányokat; első rajztanárai Köves Izsó, Greguss János és Székely Bertalan voltak.
A Mintarajztanodát közel fél év múlva elhagyta, Münchenbe költözött, és Hollósy Simon magán-rajziskolájának növendéke lett.
Hollósy Simonnál készül fel a müncheni Képzőművészeti Akadémia „bevételére”. Az Akadémián Johan Herterich előkészítő osztályában 1886. október 18-án kezdte meg tanulmányait, Márk itt festett életnagyságú férfiaktját 1888-ban a bajor állam a szokásos összeg ötszöröséért, 100 márkáért megvásárolta.
Münchenből Párizsba ment, és közel két évig a Julian Akadémián képezte magát tovább. Fleury és Bouguereau tanítványaként szívta magába a festészet tudományát. 
Budapestre visszatérve 1890–91-ben önkéntes katonai szolgálatot teljesített. Az önkéntes a szolgálat felső határával 1912. december 31-én bocsátják el, egyidejűleg a Jubileumi Emlékérem kitüntetést kapja meg. Jelenlegi ismereteink szerint három katonatémájú festményt készített, ezek: a Huszár, a Pápai hadgyakorlat és a Budavár visszavétele 1849-ben.
1892–1897 között a Benczúr Gyula által vezetett mesteriskolában csiszolta és fejlesztette tudását. Tanulmányai költségeihez 1893/94-ben 200 forint, 1894/95-ben kétszer 350 forint és 1896/97-ben 500 forint állami ösztöndíjban részesült. 1897 nyarán a Hollósy Simon által vezetett Nagybányai Festőiskola kurzusán is részt vett.
Művészetének bemutatására 1910-ben a National Arts Club meghívására az Amerikai Egyesült Államokba utazott, és ott tartózkodott egészen 1921-ig, majd 1924-ben ismét odalátogatott. Élete utolsó pár évét ugyancsak az Amerikai Egyesült Államokban töltötte.
Első kiutazása alkalmával 1910. február 18-án érkezett New York-ba, ahol a helyi társadalmi elit tagjai, és az osztrák-magyar külképviselet vezetői részvételével fogadást adtak tiszteletére, illetve  a New York-i National Arts Club épületére felvonták a magyar nemzeti lobogót. Érkezése alkalmával a The New York Times külön tudósításban (Louis Mark pictures shown) mutatta be addigi tevékenységét. Az „Újvilágban” elismert és igen népszerű, sikeres portréfestőként tartották számon. Megfestette az amerikai társadalmi és politikai elit kiválóságait többek között Thomas Woodrow Wilson amerikai elnököt és Comre Robert E. Pearyt az északi sark meghódítóját is. Művészi munkássága elismeréseként az amerikai National Arts Club tagjai közé is beválasztották.
Amerikából is tartotta a kapcsolatot szülőföldjével, és az első világháború kitöréséig időközönként hazalátogatott. 
A festő Márk Lajos 1912. május 25-én az Egyesült Államokban kötött házasságot a győri származású Molnár Rózsával. Molnár Rózsa rövid ideig a Rákosi Szidi vezette színésziskola növendéke volt. Házasságukból egy gyermekük született 1919-ben, ifjú Márk Lajos (Louis Mark).
Márk Lajos öntudatos állampolgárként 1914 nyarán, az első világháború kitörésekor az Osztrák–Magyar Monarchia Egyesült Államokba akkreditált nagyköveténél katonai szolgálatra jelentkezett. A nagykövet a besorozását életkorára és munkásságára tekintettel visszautasította, így a festő az Egyesült Államokban maradt. Márk Lajos és felesége sohasem mondtak le a magyar állampolgárságukról, és nem kértek amerikai állampolgárságot sem. Márk Lajos és felesége karitatív tevékenység keretében a New York-i Sydenham Hospitalban 1914 márciusában magyar honfitársaik gyógyítására egy betegágyat alapítottak.
Márk Lajos a műértők és a kritikusok figyelmét először az Afrika-kutató gróf Teleki Sámuelről készített, a gróf Teleki Samu a Zanzibári szultán jelmezében című festményével keltette fel 1889-ben, az Országos Magyar Képzőművészeti Társulat téli kiállításán. A festményről első alkalommal 1889 decemberében, a Kiss József által szerkesztett, újonnan megjelenő kulturális hetilap, A Hét próbaszáma tudósított, majd később az egyik szám címlapján reprodukciót közöltek a festményről. 1889-1910-között néhány alkalomtól eltekintve alkotásaival rendszeresen megjelent az Országos Magyar Képzőművészeti Társulat tavaszi és téli, illetve a Nemzeti Szalon kiállításain. A Nemzeti Szalonban 1907 novemberében gyűjteményes kiállítás keretében 137 festménnyel és 14 karikatúrával mutatkozott be.
Az Amerikai Egyesült Államokból visszatérve csoportkiállítás keretében 1923-ban, 1927-ben és 1932-ben, illetve néhány alkalommal a Munkácsy-Céh reprezentatív kiállításain az Ernst Múzeumban mutatta be sokoldalúságát, illetve Pozsony és Belgrád festészetet szerető közönsége gyönyörködhetett alkotásaiban. A belgrádi kiállítás alkalmával megfestette az akkori jugoszláv miniszterelnök feleségét is.
A velencei biennálén több alkalommal (1901-ben, 1905-ben, 1909-ben, 1910-ben, 1930-ban és 1932-ben), illetve az 1911-es Római Világkiállításon két alkotásával járult hozzá a magyar festőművészet nemzetközi meg- és elismertetéséhez. 
Márk Lajos sohasem volt a Képzőművészeti Főiskola tanára. A tanítás, a mester-tanítvány viszony érdekelhette, mivel 1907-ben Kallós Ede szobrászművésszel közösen egy abban a korszakban különlegesnek számító „koedukált” rajz- és festőiskola, a Julian Akadémia szellemiségét követő „szabadiskola” alapítását tervezték.
Márk Lajost és feleségét a művésztársadalom tisztelete övezte. A tiszteletet és szeretetet mutatja például Heltai Jenő „Prológus” címmel 1922-ben jegyzett verse is, amelyet Márk Lajosnénak küldött.
Tréfás, ironikus megszólalásai tették a művészvilág egyik kedves és szeretetre méltó alakjává, a művészvilágban csak „Louis-nak” szólították. Számtalan vidám történet és megjegyzés fonódott az évtizedek során a személye köré. 
A korszak kiemelkedő magyar íróival és költőivel (Nagy Endre, Kiss József, Mikszáth Kálmán, Molnár Ferenc, Herczeg Ferenc, Heltai Jenő és még számos kiemelkedő személyiséggel) tartott és ápolt szoros baráti kapcsolatokat, illetve néhány kötetüket tette színesebbé és gazdagabbá könyvillusztrációival, karikatúráival.
A magyar színházi élet kiválóságai közül többek között megfestette Maróthy Margit, Márkus Emília, Lábass Juci, Góthné Kertész Ella és Bajor Gizi színművésznőket, Diósyné Handel Berta és Jeritza Mária operaénekesnőket is. Az utókor számára megörökítette Kernstok Károly, Kosztolányi-Kann Gyula festőművészeket, I. Ferenc József magyar királyt és a korszak számos vezető magyar politikusát, vallási és közéleti személyiségét. 1899-ben Lehullott a rezgőnyárfa című festményén megörökítette Erzsébet királynét és udvartartását, amint elhagyják a Városligeti Royal pavilont cigányzene hangjai mellett. Ezt az alkotását a Műcsarnokban 1900 telén mutatták be. 1897-ben más festők mellett közreműködött Eisenhut Ferenc Hódoló díszfelvonulás című monumentális körfestményének az elkészítésében. A körfestmény közel másfél száz vázlatát 1933-ban az Országház Múzeumának adományozta.
Márk Lajos aktív közéleti tevékenységet folytatott az Országos Magyar Képzőművészeti Társulatban, majd a Magyar Képzőművészek Országos Szövetségében különböző tisztségeket – bizottsági tag, alelnök, szakosztályelnök, felügyelőbizottság elnök stb. – töltött be. Alapító tagja volt a Magyar Képzőművészek Egyesületének, a Nemzeti Szalonnak, illetve az Arcképfestők Társaságának is. A Képzőművészeti Társulatban és a Nemzeti Szalonban több alkalommal különböző pályabíróságokba is beválasztották. Alapító tagja volt a magyar művésztársadalmat összefogó Fészek Művészklubnak (1901).
1928-ban a magyar képzőművészek anyagi gondjainak enyhítésére művészi irányzattól, iskolától függetlenül sikerült összefognia a magyar képzőművész társadalmat és megalakítani a Munkácsy-céhet, amelynek elnöki tisztét töltötte be.  1929-ben az Amerikai Egyesült Államokban élő magyar származású képzőművészekkel összefogva megalapította a Munkácsy Céh Amerikában működő tagozatát is.
Magyar képkiállítás szervezésére 1938-ban a családjával az Egyesült Államokba utazott, de a második világháború eseményei megakadályozták hazatérésében.
Haláláig New Yorkban élt, és az 57. utca (West 57th Street) 130. szám alatt tartotta fenn műtermét. 1942. március 18-án szívroham következtében távozott az élők sorából. Márk Lajos elhunytáról a korabeli napilapok megemlékeztek, a Munkácsy-céh külön emlékülés keretében rótta le kegyeletét eltávozott elnöke emléke előtt.

## Emlékezete
A háború vége felé Márk Lajos felesége is meghalt. Ebből az alkalomból 1946-ban a neves író-költő, Heltai Jenő részvétlevelet küldött a budapesti Amerikai Nagykövetségen dolgozó ifj. Márk Lajosnak.
Márk Lajos művészetének lenyomatát képeivel, grafikáival, karikatúráival és plakátjaival hagyta az utókor számára.
1945 után a politikai-gazdasági viszonyok szabták meg a művészeti kereteket és határokat. Márk Lajos munkássága nem illett a hivatalos kultúrpolitika hitvallásába. Életéről, munkásságáról alig-alig tettek említést a hivatalos kulturális szaklapok, a szaksajtó, az életrajzi lexikonok.
Márk Lajos műveinek egy része a második világháború alatt eltűnt vagy megsemmisült. Napjainkban a Magyar Nemzeti Múzeum, a Magyar Nemzeti Galéria és más hazai közgyűjtemények mellett az Egyesült Államokban a Brooklyn Museum, a Manhattan Club, a buffalói Albrigh-Knox Art Gallery őrzi néhány alkotását.
A Magyar Nemzeti Galéria Márk alkotásai közül a feleségéről készített Női tanulmányfej, a Parkban, a Törölgetés, a Kísértés, a Merengő, a Pihenő, továbbá egy csendéletet és egy önarcképét őrzi.
Napjainkban a Budapest VI. kerület, Városligeti fasor 4-6. szám alatt található, volt műtermének épületében működő Derkovits Gyula Általános Iskola falán az 1990-es évek elején – a festő fia, Louis Mark közreműködésével – elhelyezett emléktábla őrzi, hogy valamikor ott élt és alkotott.

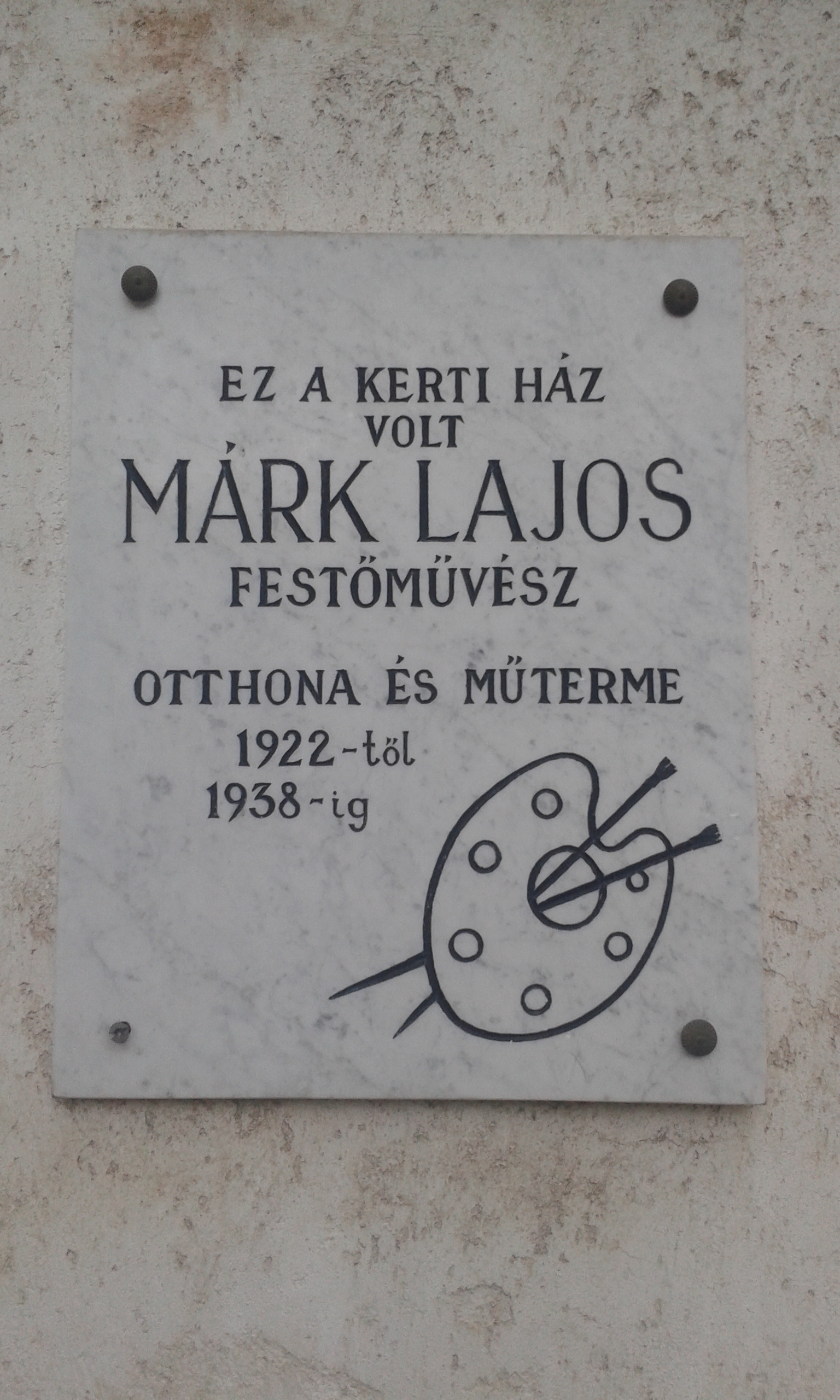
Márk Lajos emléktáblája a Derkovits Gyula Általános Iskola falán

Halálának 50. évfordulóján, 1992 novemberében a New York-i Magyar Főkonzulátuson szerveztek tiszteletére emlékkiállítást. Ebből az alkalomból a kortárs műgyűjtés-történettel foglalkozó Anthony Geber (Géber Antal) – ifj. Márk Lajos gimnáziumi barátja – írt tanulmányt Márk Lajos munkásságáról Lajos (Louis) Márk: His Life and Art címen, amelyet 1993-ban a Nemzetközi Magyarságtudományi Társaság Hungarien Studies c. folyóirata tett közzé. 2007 augusztusában a Duna Palota Kulturális Kht. a sokoldalú festőművész születésének 140. és eltávozásának 65. évfordulója alkalmából Márk Lajos festőművész élete és munkássága c. kiadvánnyal emlékezett meg személyéről.

## Díjai, elismerései

### Külföldi elismerések
- 1897 „Mention Honorable”  Párizs,
- 1900 ezüstérem az 1900-as Párizsi Világkiállításon,
- 1906 „Díszoklevél” a Milánói Nemzetközi Kiállításon,
- 1908 bronzérem a londoni Első Magyar Képzőművészeti Kiállításon,
- 1908 aranyérem a Müncheni Nemzetközi Műtárlaton,
- 1911„Diploma di Honore” a Torinói Világkiállításon,
- 1915 nagy aranyérem a San Franciscói világkiállításon.

### Hazai elismerések
```
* 
1902
 a Magyar Országos Képzőművészeti Társulat 4000 koronás Társulati-díja (a „Női arckép” Hevesi Angélát, Rózsahegyi Kálmán feleségét ábrázoló portré), 
```

- 1904 a Lipótvárosi Kaszinó 1000 koronás díja („És részegedjetek meg szerelmeseim” c. alkotás),
- 1912 Állami Kis Aranyérem (a „Toilette c.” alkotás)